# 郁深动车组列车
郁深动车组列车是中华人民共和国中国铁路高速已停运的一条客运路线，往来郁南站及深圳站，列车经由南广铁路、广茂铁路和广深铁路，曾由广州局集团广九客运段负责客运任务。由於配合廣湛高鐵興建，廣茂線廣州至街邊站區間停止運作，動車組列車停運。
停運前郁南站至深圳站间每天开行1对动车组列车，列车采用的车次为D7565/4/5（郁南往深圳）和D7556/3/6（深圳往郁南），列车在广州站和三眼桥线路所切换上下行车次。
往来南广铁路与广深铁路沿线，还可以选择在广州站或佛山西站中转。

## 背景
南广铁路开通后，途径的动车以往来南宁/昆明和广州为主，抵达广州后主要在广州南站始发终到，由于广州西站到广州站为单线铁路，只有少部分列车在广州站始发终到，长久以来没有南广、贵广线的动车服务广深铁路沿线的城镇。2019年7月调图开行往来怀集站和深圳站的D7551/4/1次、D7552/3/2次怀深动车组列车方便了贵广客运专线、广深铁路沿线城镇的旅客出行，为本趟列车的开行奠定基础。

## 历史
- 2020年4月10日，因应全國鐵路調整運行圖，广州局集团开行往返郁南站和深圳站的D7566/3/6、D7565/4/5次动车组[1][2]。
- 2022年12月26日起，因应全國鐵路調整運行圖[3]，「郁深动车组列车」车次编号更改，郁南往深圳的动车组列车车次由“D7565/4/5次”改为“D7561次”，深圳往郁南的动车组列车车次由“D7556/3/6次”改为“D7562次”。
- 2023年10月11日起，因应全國鐵路調整運行圖，為配合廣州至湛江高速鐵路動工，廣茂線廣州至街邊站區間停用[4]並廣州至佛山西聯絡線拆除，「郁深动车组列车」正式停運。

## 时刻表
- 以下数据截至2023年7月1日：

| 里程 | D7561次 | D7561次 | 停靠站 | D7562次 | D7562次 | 里程 |
| 里程 | 到点    | 开点    | 停靠站 | 到点    | 开点    | 里程 |
| ---- | ------- | ------- | ------ | ------- | ------- | ---- |
| 0    | －      | 16:46   | 郁南   | 16:25   | －      | 359  |
| 39   | 17:02   | 17:09   | 南江口 | ↑       | ↑       | —    |
| 77   | 17:25   | 17:44   | 云浮东 | 15:53   | 15:55   | 282  |
| 139  | 18:08   | 18:10   | 肇庆东 | 15:27   | 15:29   | 220  |
| —    | ↓       | ↓       | 三水南 | 15:11   | 15:14   | 195  |
| —    | ↓       | ↓       | 佛山西 | 14:51   | 15:00   | 177  |
| 212  | 18:46   | 18:54   | 广州   | 14:24   | 14:30   | 147  |
| 220  | 19:05   | 19:14   | 广州东 | 14:09   | 14:14   | 139  |
| 283  | 19:43   | 19:46   | 东莞   | ↑       | ↑       | —    |
| 302  | 19:57   | 20:07   | 常平   | 13:27   | 13:29   | 57   |
| —    | 20:25   | 20:28   | 平湖   | ↑       | ↑       | —    |
| 359  | 20:44   | －      | 深圳   | －      | 13:00   | 0    |

## 使用列车
- 以下数据截至2020年7月1日：

怀深动车组列车使用配属广州局集团广州动车段广州東动车运用所的CRH1A型电力动车组，编组如下：
| 车厢编号 | 1           | 2-4         | 5                 | 6-7         | 8           |
| 車種     | ZY 一等座车 | ZY 二等座车 | ZEC 二等座车/餐车 | ZE 二等座车 | ZY 一等座车 |

所有往返郁南站和深圳站的动车组列车均与广深动车组列车套跑。